# Frontière entre les Palaos et les Philippines
La frontière entre les Philippines et les Palaos est intégralement maritime dans l'océan Pacifique.
Les revendications sur ces zones économiques exclusives ont pour origine la distance séparant la côte de Mindanao à la pointe Pusan et l'île Fana avec Sonsorol, la plus septentrionale des îles Palaos
L'origine de la ligne d'équidistance est le tripoint Indonésie, Palaos, Philippines ; la fin septentrionale de la ligne d'équidistance est formé par l'intersection d'arcs d'un rayon de 200nm des deux îles; 
Cette frontière ne fait pas l'objet d'accord bilatéral.